# چشمان بزرگ (ترانه لانا دل ری)
چشمان بزرگ (به انگلیسی: Big Eyes) ترانه‌ای از هنرمند اهل آمریکا، لانا دل ری است که در ۲۳ دسامبر ۲۰۱۴ منتشر شد. این ترانه، یکی از ترانه‌های فیلم چشمان بزرگ بود.